# Zinnfigur

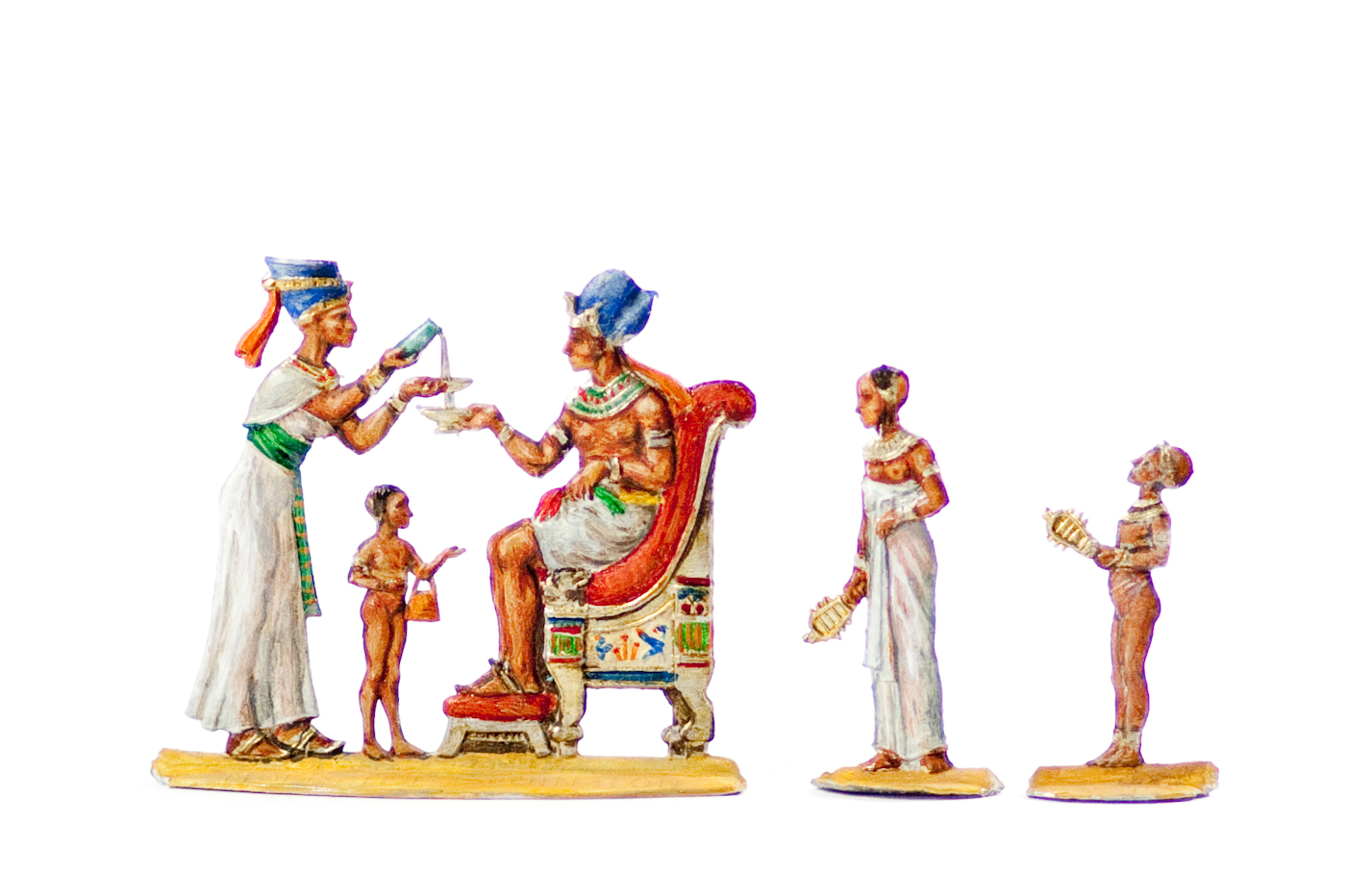
Zinnfiguren

Eine Zinnfigur ist eine Skulptur, die unter anderem aus den Materialien Zinn, Antimon, Wismut und gegebenenfalls Blei hergestellt wird.

## Geschichte

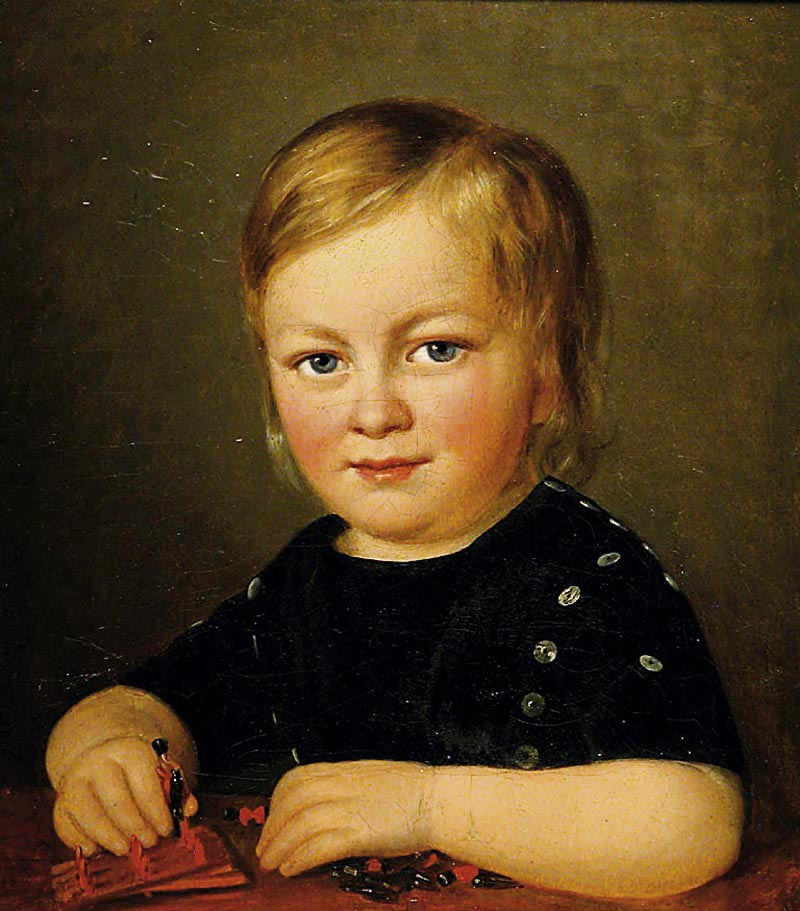
Knabe mit Spielzeugfiguren (19. Jahrhundert)

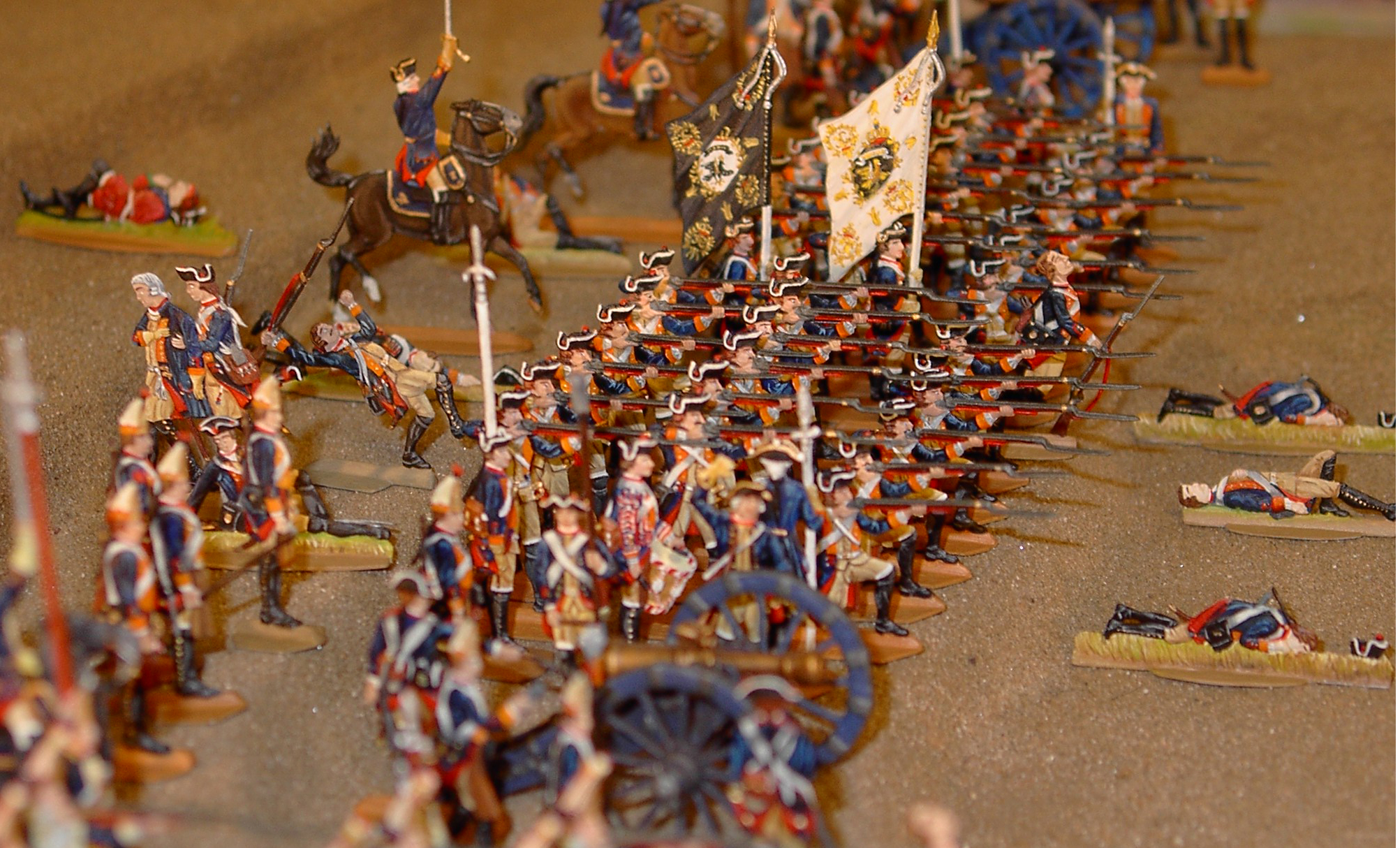
Zinnsoldaten

Zinnfiguren waren vermutlich bereits im antiken Griechenland und im Römischen Reich verbreitet. Die älteste bekannte deutsche Zinnfigur stammt vom Anfang des 13. Jahrhunderts und wurde bei Magdeburg entdeckt. Zunächst wurden Zinnfiguren wahrscheinlich als Pilgerzeichen verwendet.
Ab etwa 1550 erhielt die Zinnfigur einen immer größeren Raum im gesellschaftlichen Leben. Nürnberg und später auch Fürth waren die wichtigsten Zentren in Deutschland, von denen diese Entwicklung ausging. Ab Mitte des 18. Jahrhunderts trat die Zinnfigur ihren Siegeszug in die deutschen (und ausländischen) Kinderzimmer an, der erst durch den Ersten Weltkrieg ein abruptes Ende fand.
Zinnfiguren gibt es als vollplastische, halbplastische und als Flachfiguren in allen Größen und Maßstäben. Bei den Flachfiguren ist die gängigste Größe 28 mm Augenhöhe; sie wird Nürnberger Maß oder Nürnberger Größe genannt.
Zinnfiguren waren zunächst „Lernspielzeug“, mit denen Kindern die „große weite Welt“ oder die geschlechtsspezifische Rolle von Mann und Frau nähergebracht werden sollte. Erst Mitte des 19. Jahrhunderts gewannen die Zinnsoldaten eine immer größere Bedeutung und drängten die anderen Spielmöglichkeiten an den Rand. Lediglich Zinnschmuck (beispielsweise für Weihnachten) hatte noch eine größere Bedeutung.
Weltmarktführer war ab Mitte des 19. Jahrhunderts die Nürnberger Offizin Heinrichsen, die auch heute noch besteht.
Künstler, wie Carl Alexander Heideloff, dessen Bruder Manfred, Wilhelm Camphausen und andere, lieferten Entwürfe. Zu Beginn waren sie meist flach gehalten, wurden später aber dann plastisch ausgeformt und entsprechend den Vorbildern bemalt. Ab etwa 1920 erhielt das Spielzeug „Zinnfigur“ eine neue Rolle. Die Figuren wurden realistischer gestaltet, und Erwachsene begannen „kulturhistorische Zinnfiguren“ zu sammeln. Damit sollte jetzt die deutsche und internationale Geschichte möglichst exakt dargestellt und der jeweiligen Generation verdeutlicht werden.
Bekannte Autoren wie Joachim Ringelnatz oder Hans Christian Andersen (Der standhafte Zinnsoldat) setzten der Zinnfigur literarische Denkmäler.

## Zinnfiguren heute
Heute gibt es Zinnfiguren aus allen Bereichen der darstellenden Kunst, von der historischen Figur über Fantasy/Science Fiction bis zum Weihnachtsbaumschmuck. Die historischen Themen reichen von den Dinosauriern über Napoleon bis zur Mondlandung. Die vermehrte Verbreitung von Tabletop-Spielen (z. B. Warhammer oder Warhammer 40.000) hat zu einer regelrechten Renaissance der Zinnfigur unter Spielefreunden geführt.
Alle zwei Jahre (in Jahren mit ungerader Jahreszahl) findet die Deutsche und internationale Zinnfigurenbörse Kulmbach statt, bei der sich Sammler und Anbieter aus aller Welt treffen. Zinnfiguren wurden und werden häufig von bekannten nationalen und internationalen Künstlern entworfen, modelliert/graviert und bemalt, sodass sie einen großen Wert darstellen können.

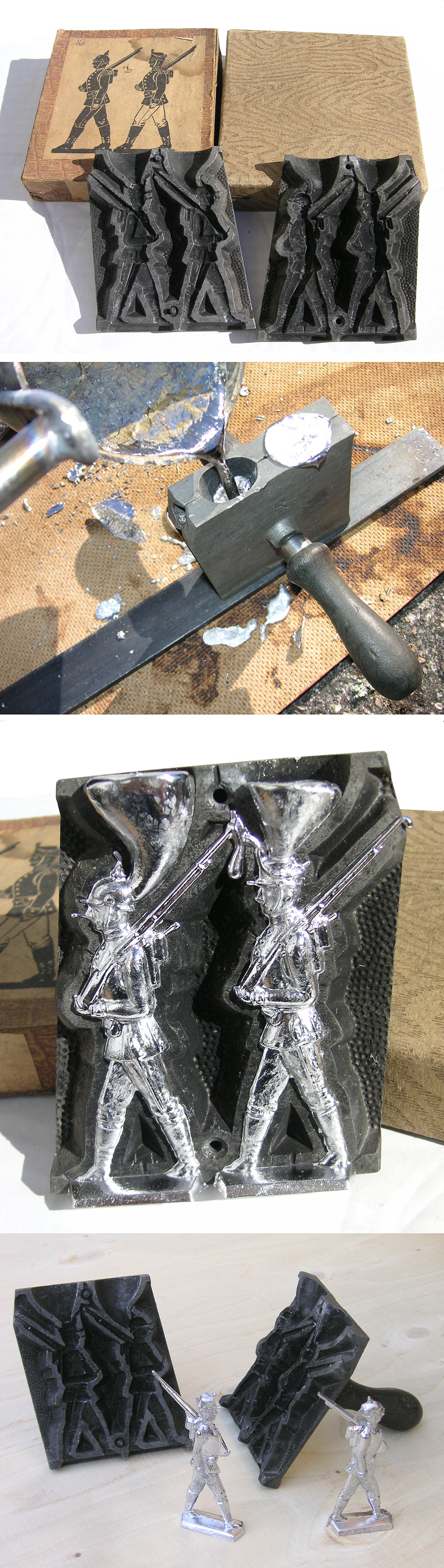
Beispielhafter Guss von Zinnfiguren in Metallformen

Viele deutsche Zinnfigurensammler sind in der „Klio, Deutsche Gesellschaft der Freunde und Sammler kulturhistorischer Zinnfiguren e. V.“ organisiert. Ein weiterer wichtiger Verein ist die „Vereinigung Freie Zinnfigurensammler e. V.“ Beiden Gesellschaften sind auch eine große Anzahl ausländischer Sammler beigetreten. Es gibt auch noch einzelne Arbeits- oder Landesgruppen der Klio wie zum Beispiel die Klio Landesgruppe Baden-Württemberg e. V.

## Zinnfigurensammlungen
In Kulmbach befindet sich auf der Plassenburg das Deutsche Zinnfigurenmuseum. Ein weiteres deutsches Zinnfigurenmuseum kann in Goslar besucht werden. In der Zinnfigurenklause in Freiburg im Breisgau werden mehrere Dioramen zur süddeutschen Geschichte ausgestellt. Das Torhaus Dölitz bei Leipzig beherbergt ebenfalls eine umfangreiche Sammlung von Zinnfiguren und Dioramen. In Österreich können Interessenten die „Zinnfigurenwelt Katzelsdorf“ besuchen. Kleinere regionale Ausstellungen ergänzen diese größeren Museen. Viele Museen nutzen Zinnfiguren als Anschauungsmaterial oder zeigen, wie das Freilichtmuseum Roscheider Hof, Zinnfigurensammlungen (das Museum beherbergt beispielsweise seit 2005 die Zinnfigurensammlung von Klaus Gerteis). Die Sammlung des Reiseschriftstellers Colin Ross will Henriette von Schirach gleich nach dessen Tod 1945 am gemeinsamen Wohnort Urfeld in den Walchensee versenkt haben. Im Jahr 2021 wurde dem Germanischen Nationalmuseum die Schweizer Zinnfigurensammlung von Alfred R. Sulzer überreicht. Die hochwertige Sammlung, bestehend aus über 145.000 Exemplaren wurde drei Jahre später in der Ausstellung Mikrowelten Zinnfiguren im Kontext der umfassenden Sammlungsgeschichte präsentiert. Die Spielfiguren aus Zinn spiegeln die gesellschaftlichen Vorstellungen und das zeitgenössische Weltverständnis von 1750 bis zum Anfang des 20. Jahrhunderts wider.

## Herstellung

Beispiel einer Schiefergussform (Z. Breyer, G. Rieger)

Zunächst reift beim Interessenten der Wunsch nach einer bestimmten Figur. Wenn es diese Figur zu kaufen gibt, ist das kein Problem. Sollte das Gewünschte noch nicht existieren, sucht man sich entsprechende Vorlagen, die als Modell dienen können.
Der sogenannte Herausgeber beauftragt dann einen Zeichner, entsprechende Vorlagezeichnungen zu erstellen.
Danach erhält ein Graveur den Auftrag, eine entsprechende Form aus Schiefer, Messing, Aluminium oder Silikon zu gravieren bzw. zu schneiden. Als Gussmaterial kommt eine Mischung aus den Metallen Zinn, Blei, Antimon und gegebenenfalls Wismut zur Anwendung. Dabei stellen Zinn und Blei die Hauptanteile, während der Anteil an Antimon nur zwischen zwei und sieben Prozent liegt. Die genauen Gewichtsanteile sind Geheimnis der jeweiligen Hersteller.
Nach dem Guss wird die Figur verputzt bzw. gesäubert. Vollplastische Figuren müssen häufig noch montiert werden.
Mittels entsprechender Vorlagen kann der Sammler die Figuren bemalen. Am gebräuchlichsten sind Acryl- und (Künstler-)ölfarben. Selten werden Zinnfiguren mit Aquarellfarben bemalt.
Die fertigen Figuren werden oft in einem Diorama präsentiert. Als Zimmerschmuck findet Zinn beispielsweise an der Wand, am Fenster oder am Weihnachtsbaum Verwendung. Vor allem im englischen Sprachraum werden Zinnfiguren gerne für Kriegsspiele (wargames oder Tabletop-Games) verwendet.

## Risiken
Zinnfiguren sind – abhängig von ihrer Qualität – vom unaufhaltsamen Zerfall innerhalb weniger Monate infolge eines Befalls durch die Zinnpest insbesondere bei Zink enthaltenden Legierungen bedroht.